# Девез
Девез (фр. Devèze) је насељено место у Француској у региону Миди Пирене, у департману Горњи Пиринеји.
По подацима из 2011. године у општини је живело 63 становника, а густина насељености је износила 12,48 становника/km².

## Демографија
| 1990. | 2011. |
| ----- | ----- |
| 62    | 63    |